# Jesús Murgui Soriano
Jesús Murgui Soriano (Valência, Espanha, 17 de abril de 1946) é um clérigo espanhol e bispo católico romano emérito de Orihuela-Alicante.
Jesús Murgui Soriano foi ordenado sacerdote em 21 de setembro de 1969 para a Arquidiocese de Valência.
Em 25 de março de 1996, o Papa João Paulo II o nomeou Bispo Titular de Lete e o nomeou Bispo Auxiliar de Valência. O Arcebispo de Valência, Agustín García-Gasco Vicente, o consagrou em 11 de maio do mesmo ano; Os co-consagradores foram o Arcebispo de Barcelona, Ricardo María Cardeal Carles Gordó, e o Núncio Apostólico na Espanha, Arcebispo Lajos Kada.
Em 27 de dezembro de 2003, João Paulo II o nomeou Bispo de Maiorca. A posse ocorreu em 21 de fevereiro de 2004. Papa Bento XVI nomeou-o Bispo de Orihuela-Alicante em 27 de julho de 2012.
O Papa Francisco aceitou sua aposentadoria em 7 de dezembro de 2021.